# Onthophagus mimus
Onthophagus mimus là một loài bọ cánh cứng trong họ Bọ hung (Scarabaeidae).